# Кліщовий енцефаліт
Кліщови́й енцефалі́т (англ. tick-borne encephalitis) — природно-вогнищеве гостре інфекційне вірусне захворювання з переважним ураженням центральної нервової системи (ЦНС) у вигляді енцефаліту, яке може привести до інвалідності, а в окремих випадках — аж до смерті. Входить до групи арбовірусних хвороб.

## Історія відкриття і вивчення хвороби
Кліщовий енцефаліт як самостійну нозологічну форму відкрили та вивчили у 1937—1939 років на Далекому Сході СРСР, де працювала група спеціалістів під керівництвом професора Лева Зільбера. Упродовж першої експедиції (1937 рік) було визначено вірусну етіологію кліщового енцефаліту, виділено 29 штамів, вивчено основні клінічні форми хвороби, встановлено значення кліщів у розвитку хвороби, запропоновано серопрофілактику осіб, що зазнали укусу кліщів. У 1937 році при розтині кліща молодий лікар М. П. Чумаков, в майбутньому академік, заразився на вірусний кліщовий енцефаліт та переніс енцефаломієліт. Гостра форма перейшла до хронічної форми та тривала все життя академіка до 1993 року. За результатами другої експедиції (1938 рік) підтвердили факт тривалого перебування вірусів в організмі кліщів, трансоваріальна передача вірусу, вивчено стан гуморального імунітету осіб, що перенесли кліщовий енцефаліт. Протягом третьої експедиції (1939 рік) були проведені випробування інактивованої вакцини проти кліщового енцефаліту, що було запропоновано професором Михайлом Чумаковим. З 1527 осіб, робітників лісгоспзаготовчих пунктів, що були вакциновані, захворіли лише 2 особи в легкій формі. З 2942 осіб контрольної групи, що не були щеплені, захворіли 44, померло 11. Серед тяжкохворих та померлих були й фахівці наукової експедиції. Таким чином, за результатами досліджень було встановлено, що ця інфекція є природно вогнищевою, вивчені особливості циркуляції вірусу, виявлені природні хазяї та шляхи передачі у природному вогнищі. Пізніше, в 1939 році кліщовий енцефаліт виявили на європейській частині Східної Європи (було встановлено його широке поширення і від східних до західних кордонів Російської Федерації — від Примор'я до Карелії) та в інших європейських країнах. У розробку заходів профілактики кліщового енцефаліту вагомий внесок зробив П. І. Мариковський.

## Поширеність вірусу в Україні та світі

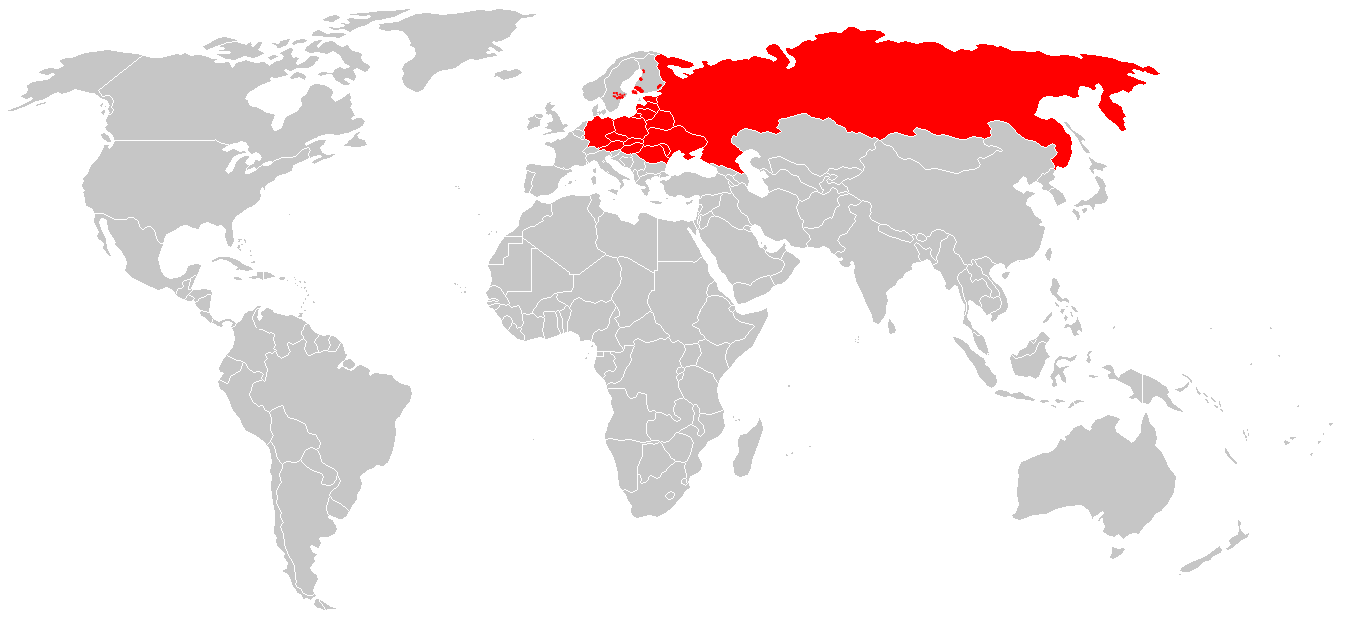
Карта поширення кліщового енцефаліту в світі

Вірус кліщового енцефаліту сьогодні є серйозною проблемою для країн Центральної та Східної Європи та є найбільш значущим вірусом, що передається членистоногими на території Європи. Проблема кліщового енцефаліту стає міжнародною у зв'язку зі збільшенням кількості туристів, що відвідують регіони з високим ризиком щодо кліщового енцефаліту. На сьогодні інфекція реєструється в Австрії, Німеччині, Італії, Польщі, Угорщині, Чехії, Словаччині, Фінляндії, Швейцарії, прибалтійських країнах, європейській та далекосхідній частині Росії, Україні, Білорусі. Вогнища хвороби реєструють в Монголії та північних провінціях Китаю. Найсхідніше природне вогнище кліщового енцефаліту виявлено на острові Хоккайдо в Японії. За останні 10 років захворюваність на кліщовий енцефаліт в багатьох країнах Європи зросла та випадки захворювання відмічаються на нових раніше неендемічних територіях та свідчить про міграцію вірусу. До зон території Росії, ендемічних з кліщового енцефаліту, відносяться: Північно-Західний регіон (Ленінградська область, Карелія, Архангельська область), Центральний регіон (Тверська, Ярославська, Вологодська інші області), Урал (Свердловська, Пермська області), Південна частина Сибіру (Красноярський край, Новосибірська, Томська, Омська, Іркутська області), Далекій Схід (Хабаровський та Приморський краї).
За даними Державної санітарно-епідеміологічної служби України ендемічними з кліщового енцефаліту є окремі території України:
- Автономна Республіка Крим — Алуштинський, Білогірський, Бахчисарайський, Кіровський, Красногвардійський, Сімферопольський, Судацький райони, Велика Ялта (Ялта, Ялтинський заповідник, Алушта, Гурзуф), лісопаркова зона м. Сімферополя, м. Севастополь;
- Волинська область — Ратнівський, Ківерцівський, Камінь-Каширський, Рожищенський, Ковельський, Любомльський, Маневицький, Старовижівський райони, м. Луцьк, м. Ковель;
- Львівська область — Яворівський район.

Доведено, що захворювання, які реєструють в Європі, мають легший перебіг, ніж у східній частині ареалу кліщового енцефаліту, особливо на далекому Сході. Летальність коливається в межах від 2 % при європейській формі до 20 % при далекосхідній формі. Це дало підстави виділити західний та східний типи кліщового енцефаліту та відповідно їхніх збудників — східний і західний підтипи.
Щорічно в світі реєструється близько 13000 тяжких випадків хвороби, що потребують госпіталізації. Росія за кількістю випадків захворювання є на першому місці в світі, при чому до 30 % захворілих є діти. За даними фахівців Російської Академії медичних наук, в середньому з 100 осіб, що звернулись за медичною допомогою після укусу кліща, інфікованість виявляється у 20-25.
За період 1955—2008 рр. в Україні зареєстровано 569 випадків хвороби. У м. Києві за вказаний період зафіксовано 3 випадки хвороби, зокрема 1 — у 2007 р., що було пов'язано з перебуванням нещепленої особи в районі Великої Ялти Автономної Республіки Крим. Місто Київ є безпечною територією з кліщового енцефаліту. За результатами багаторічних спостережень, лабораторних досліджень, що систематично проводяться в рамках науково-практичного співробітництва між Львівським науково-дослідним інститутом епідеміології та гігієни і Київською міською санепідстанцією, збудників кліщового енцефаліту в зібраних кліщах не виявлено.
Вірус кліщового енцефаліту віднесено до тих біологічних агентів, які офіційно визнано чинниками біологічної зброї.

## Етіологія
Вірус кліщового енцефаліту (Tick-borne meningoencephalitis virus) — нейротропний, РНК-вмісний. Відноситься до роду Flavivirus, родини Flaviviridae екологічної групи арбовірусів. Існує 3 різновиди збудника:
- далекосхідний (російський весняно-літній),
- західноєвропейський (колишня назва центральноєвропейський, хоча в МКХ-10 він ще реєструється саме під цією старою назвою)
- сибірський (колишня назва західносибірський).

Вони відрізняються один від одного біологічними властивостями.
Віріони кліщового енцефаліту мають сферичну форму. Нуклеокапсид оточений зовнішньою ліпопротеїдною оболонкою, в яку занурені шипи, що складаються з глікопротеїдів, що мають гемаглютинуючі властивості. Вірус тривалий час зберігається при низьких температурах (оптимальний режим -60°С і нижче), у висушеному стані зберігається багато років, але швидко інактивується при кімнатній температурі. Кип'ятіння інактивує його через 2 хвилини, а в гарячому молоці при +60°С вірус гине через 20 хвилин. Інактивують вірус звичайні дезінфікуючі засоби та ультрафіолетове опромінювання.

## Епідеміологічні особливості

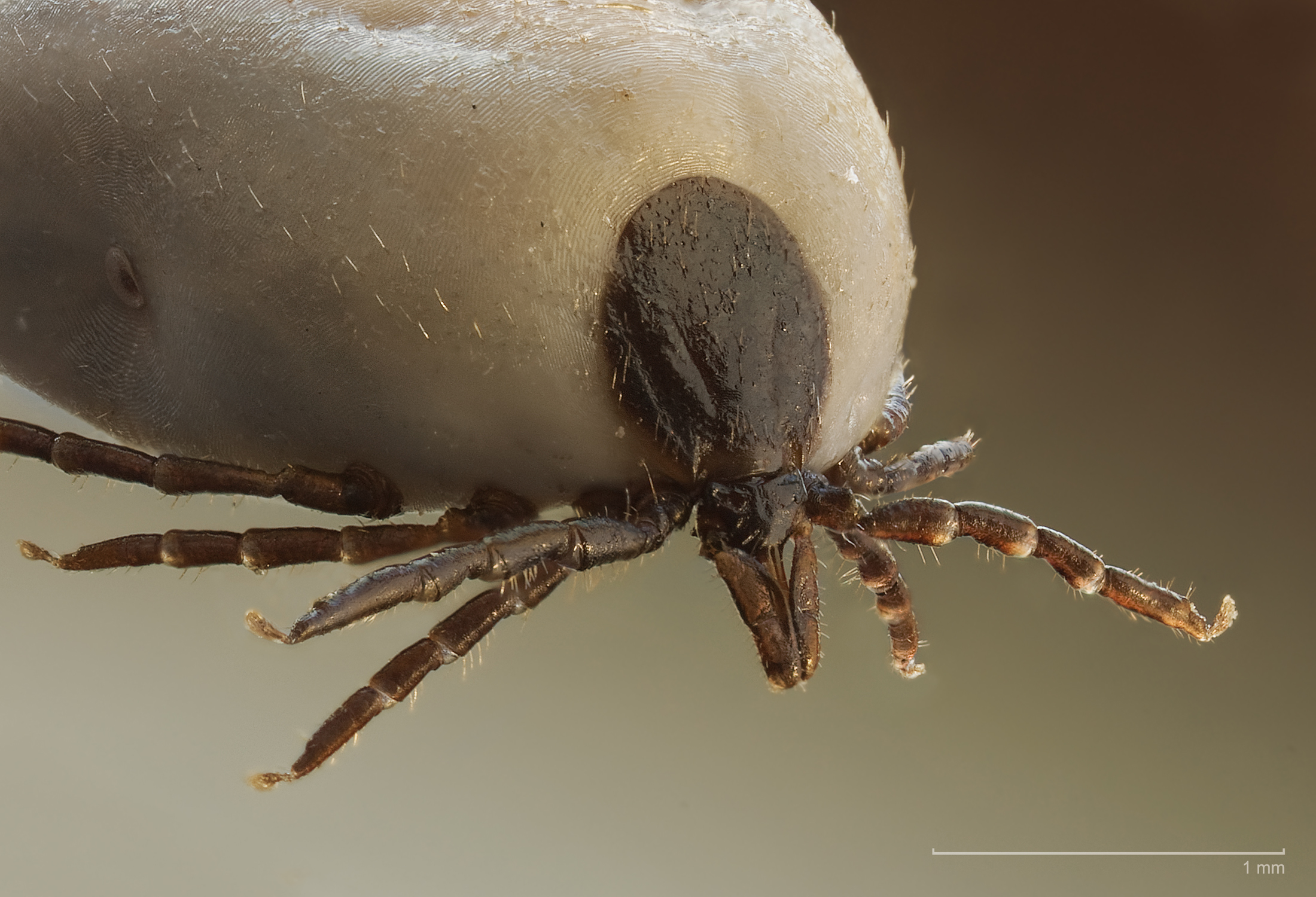
Кліщ Ixodes ricinus — один з головних переносників кліщового енцефаліту. Видні хеліцери кліща.